# The Backrooms

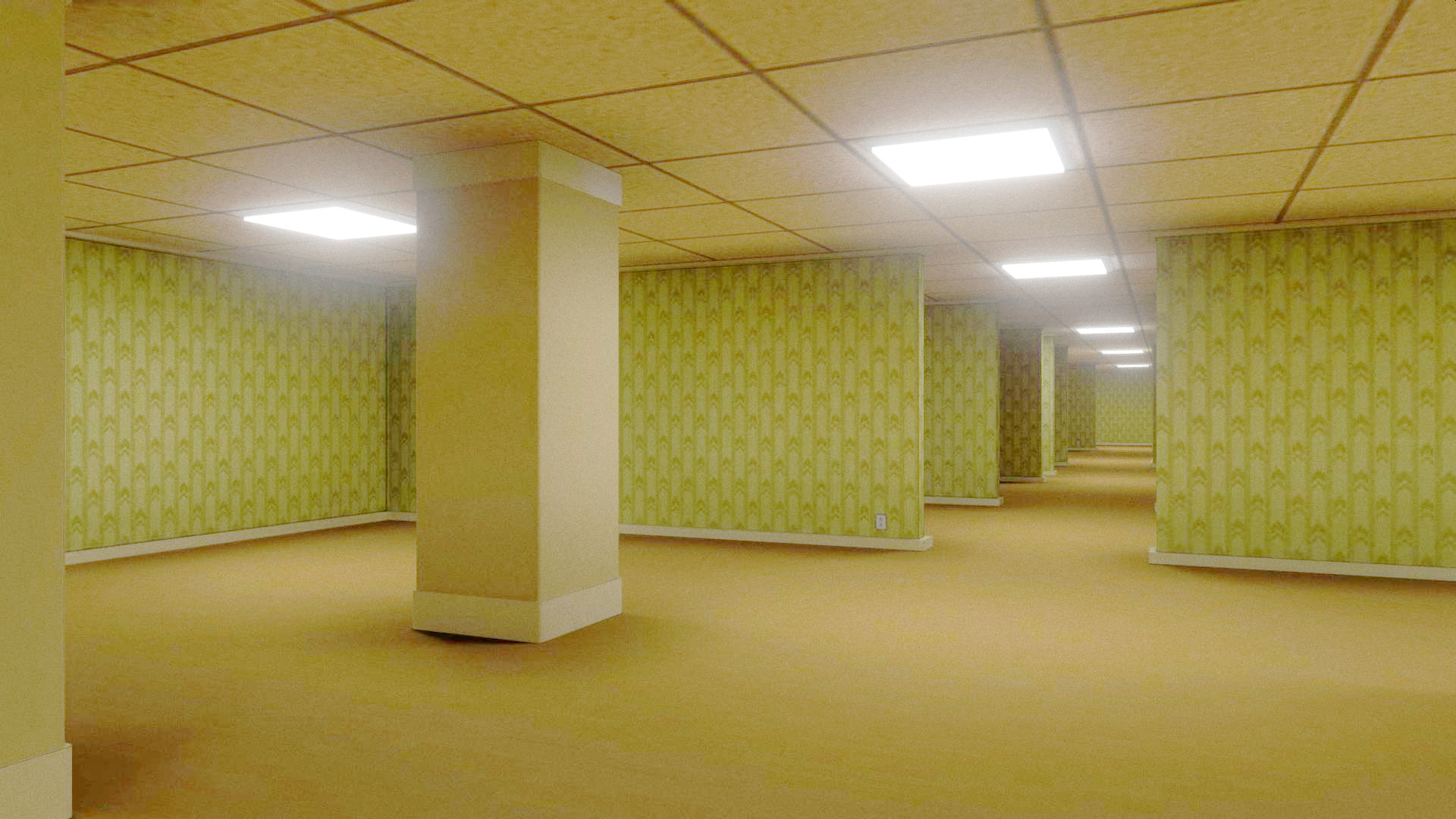
Bức ảnh về Level 0 trong The Backrooms được đăng tải trên 4chan ngày 12 tháng 5 năm 2019.

The Backrooms là một truyền thuyết đô thị và creepypasta mô tả một không gian vô tận gồm các văn phòng được tạo và xuất hiện ngẫu nhiên kèm theo các môi trường khác nhau trong từng căn phòng. Nó được đặc trưng bởi mùi hôi của thảm ẩm, những bức tường có tông màu vàng đơn sắc và tiếng đèn huỳnh quang vo ve. Những người dùng Internet đã mở rộng khái niệm này bằng cách tạo ra các "level" khác nhau của The Backrooms và "thực thể" sống trong chúng.
Phiên bản gốc đến từ một bình luận 4chan gồm hai đoạn trên một bài đăng yêu cầu "hình ảnh khiến bạn cảm thấy lo lắng hoặc bất an", nơi một người dùng ẩn danh đã viết ra một câu chuyện dựa trên một trong những bức ảnh được đăng lên diễn đàn. The Backrooms đã đưa ra nhiều xu hướng khác biệt so các dạng phương tiện truyền thông kinh dị khác, bao gồm chụp các bức ảnh về không gian ngưỡng (Tiếng Anh: Liminal Space) là một khái niệm tâm lý học về những không gian được cho là bị bỏ hoang hoặc trống rỗng một cách kì lạ, khiến cho người nhìn hoặc ở bên trong trong một quãng thời gian nhất định sẽ cảm thấy bất an hoặc xuất hiện những cảm xúc bất thường), dự án viễn tưởng đã có sự hợp tác của những người trong cộng đồng hâm mộ creepypasta SCP Foundation và loạt album âm nhạc dài sáu giờ tên Everywhere at the End of Time của The Caretaker.